# Marais de Rochefort
Marais de Rochefort este o arie protejată (sit de importanță comunitară — SCI) din Franța întinsă pe o suprafață de 13.604 ha, din care 24 % marine.

## Localizare
Centrul sitului Marais de Rochefort este situat la coordonatele 46°00′57″N 0°58′20″W / 46.01583°N 0.97222°V.

## Înființare
Situl Marais de Rochefort a fost declarat arie specială de conservare în baza directivei 92/43 din 1992 referitoare la conservarea habitatelor naturale și a faunei și florei sălbatice pentru a proteja 1 specie de plante și 15 specii de animale.

## Biodiversitate
Situată în ecoregiunea atlantică, aria protejată conține 21 de habitate naturale: Estuare, Vegetație anuală la limita mareei, Dune mobile cu vegetație embrionară, Ape stătătoare oligotrofe până la mezotrofe, cu vegetație de Littorelletea uniflorae și/sau de Isoëto-Nanojuncetea, Dune împădurite din regiunile atlantică, continentală și boreală, Depresiuni intradunale umede, Lacuri eutrofice naturale cu vegetație de tip Magnopotamion sau Hydrocharition, Golfuri mici largi și golfuri puțin adânci, Dune cu Salix repens ssp. argentea (Salicion arenariae), Dune mobile de-a lungul țărmului cu Ammophila arenaria („dune albe”), Salicornia și alte specii anuale care populează regiunile mlăștinoase și nisipoase, Iazuri temporare mediteraneene, Pășuni mediteraneene udate de apa mării (Juncetalia maritimi), Lagune de coastă, Dune de coastă fixe cu vegetație erbacee („dune gri”), Ape oligotrofe în general din solurile nisipoase vest-mediteraneene, cu un conținut foarte redus de minerale, cu Isoetes spp., Liziere de ierburi înalte hidrofile de câmpie și de nivel montan până la alpin, Pajiști uscate seminaturale și facies de acoperire cu tufișuri pe substraturi calcaroase (Festuco-Brometalia) (* situri importante pentru orhidee), Pășuni atlantice udate de apa mării (Glauco-Puccinellietalia maritimae), Faleze cu vegetație de pe coastele atlantice și baltice, Pajiștile Spartina (Spartinion maritimae).
La baza desemnării sitului se află mai multe specii protejate:
- plante (1): Omphalodes littoralis
- mamifere (8): liliac cârn (Barbastella barbastellus), vidră de râu (Lutra lutra), nurcă (Mustela lutreola), liliac cu urechi mari (Myotis bechsteinii), liliac cărămiziu (Myotis emarginatus), liliac comun (Myotis myotis), liliacul mare cu potcoavă (Rhinolophus ferrumequinum), liliacul mic cu potcoavă (Rhinolophus hipposideros)
- nevertebrate (6): Euplagia quadripunctaria, rădașcă (Lucanus cervus), fluturele purpuriu (Lycaena dispar), Oxygastra curtisii, Rosalia alpina, Vertigo moulinsiana
- reptile (1): țestoasa de baltă (Emys orbicularis)

Pe lângă speciile protejate, pe teritoriul sitului au mai fost identificate 49 de specii de plante, 1 specie de păsări, 8 specii de amfibieni, 17 specii de mamifere, 11 specii de nevertebrate, 6 specii de reptile.